# NTSF:SD:SUV::
NTSF:SD:SUV(National Terrorism Strike Force:San Diego:Sports Utility Vehicle、和訳：国家テロリスト対策部隊サンディエゴSUV)とはアダルトスイムが提供している、放送時間11分前後のショートアクションコメディドラマ。製作は同作品にも主演しているコメディアン、ポール・シーアー。

## 登場人物
トレント・ハウザー/Trent Hauser（ポール・シーアー）
NTSFのエージェントの一人。出演者のポール・シアーはここではカツラを着用している。ニヒルで差し迫った口調が特有。なにか台詞を決めるたびにサングラスを掛けたがる（オープニング映像ではサングラスを外してまた別のサングラスをかけるなどしている）。その割には、悪徳企業が開発した飲んでハイになると爆発する発泡酒を勢いあまって口にしたり（Season 1 Episode 1）、要求された100万ドルの身代金を確保しようとコンビニに押し入ってスナックの抽選のスクラッチを何枚も行ったり（Season 1 Episode 2）と間抜けな行動が目立つ。また、クリスマスシーズンの日にNTSFの名を借りながら私怨で殺人を犯すなど(Season 1 Episode 4)猟奇的犯罪者のような面が見られる。実際自身は自宅で平凡に過ごすのは苦痛で人を殺さずにはいられないような性格である（これゆえに一時はNTSFをクビにされ車椅子に乗った新メンバーに置き換えられた：同Episodeより）。NTSFの中で最もやり手のメンバー。ちなみにバツ二でNTSF長官のコーヴは元妻の一人。コーヴとの間の子供もいる模様。
パイパー・ファーグソン/Piper Ferguson（ジューン・ダイアン・ラファエル）
NTSFの女性エージェント。かつてはサンディエゴ州立大学に通っていたが中退。後に先述の発泡酒を摂取した人への治療薬を作ろうと大学に再入学し、研究室にて教授を射殺し治療薬を強奪してトレントを治療した。
アルフォンス/Alphonse（ブランドン・ジョンソン）
NTSFの黒人エージェント。アラスカ州出身で勤務のためサンディエゴに住んではいるが、サンディエゴの住民と町と天候は嫌いらしい。トレントと行動をよく共にする。
サム/Sam（マーチン・スター）
NTSFの情報員。滅多に現場に出ることはなく司令部でサム(S.A.M)と共にパソコンを通じての情報収集活動に勤めている。よくロボットのサム(S.A.M)と間違われる。根暗な性格。
サム(S.A.M)（声：ピーター・セラフィノヴィッツ）
正式名称SENTIENT AUTOMATED MACHINE（自動知覚歩行機械）。NTSFのロボットでサムと行動を共にする。
コーヴ/Kove（ケイト・マルグルー）
NTSFの長官。左目には常にアイパッチが付けられている。トレントの元妻。デスクで堂々と化粧をしたり自身の事務室でフィットネスに励むなどどこか所帯じみたオバサン臭さが漂う。また、トレントの元妻の一人エリーナが（黒人男性⇒女性⇒男性へと）性転換して博物館に侵入した際にトレントに出会い、取調室でトレントと会話していたときは、トレントの優柔不断さを咎めて他の男と寝ようとしたり（本人曰く二度目）、後にはNTSF司令部内でサムと関係を持ったり性的にはやや奔放の模様。
ジェシー・ニコルズ/Jessie Nichols（レベッカ・ローミン）
NTSF検査チームのメンバー。サム曰くメガネを取るとかなり不細工らしい。
海軍長官/President of the Navy（ロブ・リグル）
NTSFの司令官。NTSFは彼の傘下にある模様。ノリの軽い性格で、普段はモニター越しに喚きながら指令を送っている。トレントの元妻の一人エリーナは彼のシークレットエージェント兼愛人という関係。なお、出演俳優のロブ・リグルは米海兵隊予備役退役将校である（2013年現在）。